# Panyocokan
Panyocokan is een bestuurslaag in het regentschap Bandung van de provincie West-Java, Indonesië. Panyocokan telt 10.830 inwoners (volkstelling 2010).